# Ripley (Ohio)
Ripley is een plaats (village) in de Amerikaanse staat Ohio, en valt bestuurlijk gezien onder Brown County.

## Demografie
Bij de volkstelling in 2000 werd het aantal inwoners vastgesteld op 1745.
In 2006 is het aantal inwoners door het United States Census Bureau geschat op 1782, een stijging van 37 (2.1%).

## Geografie
Volgens het United States Census Bureau beslaat de plaats een oppervlakte van
2,8 km², waarvan 2,6 km² land en 0,2 km² water. Ripley ligt op ongeveer 167 m boven zeeniveau.

## Plaatsen in de nabije omgeving
De onderstaande figuur toont nabijgelegen plaatsen in een straal van 16 km rond Ripley.

## Geboren
- Russell Smith (1890-1966), jazzzanger en -trompettist
- Joe Smith (1902-1937), jazztrompettist en -kornettist